# Jorge Enea Spilimbergo
Jorge Enea Spilimbergo (Buenos Aires, 25 de septiembre de 1928 - Buenos Aires, 4 de septiembre de 2004) fue un político, escritor y pensador argentino. Fue, junto con Jorge Abelardo Ramos, fundador de la corriente política e ideológica conocida como la Izquierda Nacional.

## Biografía
Jorge Enea Spilimbergo, a quien amigos y compañeros llamaban cariñosamente Spili, nació en un hogar de clase media. Su padre era empleado administrativo, y su madre, maestra en el barrio de La Boca de la capital argentina. Lino Enea Spilimbergo (1896-1964), su tío, es uno de los clásicos de la plástica argentina.
Al terminar la escuela primaria, ingresó al Colegio Nacional Buenos Aires. Entre sus compañeros de promoción se encontraban Adolfo Canitrot (1928-2012), que luego será viceministro de Economía de Raúl Alfonsín, y Ernesto Deira (1928-1986), uno de los más representativos pintores de la importante generación de los años sesenta en Argentina.
Como estudiante secundario inició la lectura de Marx y comenzó a militar en la Federación Juvenil Comunista. Un año antes de terminar el bachillerato, se produjo en Buenos Aires, y muy cerca del Colegio Nacional, la histórica jornada del 17 de octubre de 1945. Durante toda su vida recordaría la impresión que las masas obreras habían dejado en sus juveniles ojos.

## La construcción de la Izquierda Nacional
En 1946 termina el bachillerato y al año siguiente inicia sus estudios en la Facultad de Derecho de la Universidad de Buenos Aires. Como estudiante comienza a militar en el reformismo, donde se destaca por su notable inteligencia y su gran oratoria. A partir de su ingreso a la universidad, comienza a alejarse del Partido Comunista. Los manejos burocráticos del partido de Victorio Codovilla y Rodolfo Ghioldi, la interpretación del marxismo que exhibían sus dirigentes y la, en su opinión, «lacayuna obediencia a los dictados de Stalin y la Unión Soviética», no satisfacían su inquietud política.
En 1951, luciendo su uniforme de conscripto de la Fuerza Aérea Argentina, conoció a Jorge Abelardo Ramos, ocho años mayor que él. A partir de ese momento, toda la actividad intelectual y política de Spilimbergo se volcó a la consolidación teórica y organizativa de la llamada Izquierda Nacional.
En 1955 contrajo matrimonio con María Isabel Constenla (Yiyí), joven poeta y periodista, nacida en San Miguel de Tucumán. El golpe de Estado del 16 de septiembre de 1955 los encuentra de luna de miel en el noroeste argentino. Yiyí Constenla, con quien tuvo una hija y un hijo, será su compañera hasta el fallecimiento de ella, ocurrido en 1994.
Poco antes del golpe de 1955 se había creado el Partido Socialista de la Revolución Nacional (PSRN), un intento de organizar una fuerza que, desde la tradición política del socialismo y el marxismo, apoyaba con independencia política al gobierno del general Juan Domingo Perón. El partido publicaba un diario, Lucha Obrera, en un enorme formato sábana, cuyos principales redactores eran Ramos, Spilimbergo, Esteban Rey, Enrique Rivera y otros integrantes del naciente movimiento de la Izquierda Nacional. A la caída del peronismo, producto del golpe de Estado de 1955 a pesar de la censura impuesta por la dictadura autodenominada Revolución Libertadora, el diario consiguió un enorme tiraje, ya que la dictadura había prohibido toda otra expresión peronista. En noviembre de 1955, con la caída del dictador general Eduardo Lonardi, y su reemplazo por Pedro Eugenio Aramburu y el predominio de los sectores liberales «gorilas», son disueltos y confiscados los bienes tanto del partido Peronista como del Partido Socialista de la Revolución Nacional. Fuerzas militares clausuran Lucha Obrera y El Líder, una publicación peronista sostenida por la CGT (Confederación General del Trabajo).

## Nacionalismo oligárquico y nacionalismo revolucionario
En 1956, la editorial Amerindia, una empresa editora sostenida por Ramos, Spilimbergo y sus amigos, da a conocer su primer libro, Nacionalismo oligárquico y nacionalismo revolucionario, un ensayo sobre la naturaleza del nacionalismo popular en los países semicoloniales y el nacionalismo de origen católico y fascistoide, expresión, según el autor, de «los primos pobres de la tradicional oligarquía argentina». Derrocado el gobierno de Perón, algunos grupos militares y civiles, identificados con esta última versión del nacionalismo, pretendieron asumir la representación del movimiento popular proscripto por la dictadura cívico-militar. El ensayo de Spilimbergo desmonta con precisión de cirujano este intento, a la vez que establece la naturaleza democrática de todo nacionalismo semicolonial que se proponga enfrentar con seriedad la opresión imperialista. Ante un movimiento peronista sometido a la más cruda persecución política, en junio de 1956 se producen los fusilamientos de militantes peronistas en la localidad de José León Suárez y el del general Juan José Valle en la cárcel de Las Heras. El libro trató, en su momento, no sólo establecer estos lineamientos teóricos, sino de exponer la tendencia de estos intentos de crear algún tipo de «peronismo sin Perón».

## Historia crítica del radicalismo
Dos años después, en 1958, la misma editorial da a conocer un nuevo título de Spilimbergo: De Yrigoyen a Frondizi. Es el primer estudio argentino, desde la perspectiva conceptual del marxismo, sobre la Unión Cívica Radical y su jefe, Hipólito Yrigoyen. El libro se remonta a la Argentina posterior a la batalla de Caseros (1852) y desde allí desarrolla los distintos conflictos nacionales sobrevivientes: la secesión de la provincia de Buenos Aires de la Confederación Argentina, el papel jugado por Bartolomé Mitre en el ordenamiento del país desde la perspectiva de la ciudad-puerto y la resolución del gran conflicto del siglo XIX en la Argentina con la federalización de la ciudad de Buenos Aires y la nacionalización de la renta portuaria. Y es en estos últimos sucesos donde surge con perfil propio la figura de Hipólito Yrigoyen, que, enfrentando a su tío y jefe político, Leandro N. Alem, sanciona con su voto ―contra la opinión de este último― la federalización de la ciudad.
El libro traza la historia, las contradicciones internas y la evolución del partido fundado por Yrigoyen, su enorme influencia personal sobre las masas rurales y urbanas de la Argentina de entonces y su capacidad para absorber, nacionalizar y dar expresión a las nuevas clases medias de origen inmigratorio. Spilimbergo desarrolla la paulatina pérdida de vigor revolucionario del partido radical y su integración, de la mano de Marcelo T. de Alvear, al establishment de la Argentina semicolonial.
Escrito poco antes de las elecciones de 1958, que llevaron a la presidencia al doctor Arturo Frondizi, con el apoyo del líder justicialista exiliado, tuvo como objetivo político dar batalla a las ilusiones que, en amplios sectores de la juventud de clase media urbana, despertaba el candidato, que intentaba asumir una naturaleza programática cercana al peronismo, sin los desbordes populares que le adjudicaba a éste, y sin su odiado jefe.
El libro tuvo varias ediciones. En el año 1976 apareció, publicado por la editorial Mar Dulce, La historia crítica del radicalismo, donde al libro inicial se le agregaron escritos políticos posteriores: un análisis del movimiento estudiantil reformista, heredero de la Reforma Universitaria de 1918, un estudio sobre la naturaleza social del gobierno de Arturo Umberto Illia.
La última edición es del año 1989. Bajo el título El fraude alfonsinista, y con el sello Ediciones José Hernández, se le agregaron un ensayo sobre las elecciones de 1983, que dieron el triunfo al doctor Raúl Alfonsín y un estudio llamado Alfonsín, el pensamiento colonizado y la crisis semicolonial argentina.

## Juan B. Justo y el socialismo cipayo
En medio de la crisis generada por la Revolución Libertadora, en 1960 aparece, bajo el sello de la Editorial Coyoacán, su otro libro fundamental, Juan B. Justo y el socialismo cipayo. Se trata de una historia de la génesis y la evolución del pensamiento socialista y del marxismo en la República Argentina y una crítica al carácter presuntamente abstracto y antinacional que asumieron sus distintas manifestaciones políticas. Pone el centro de la crítica en la persona y la obra del fundador del Partido Socialista en la Argentina, el médico positivista, liberal y porteño, Juan B. Justo, al que acusa de tener una visión eurocéntrica, mitrista y ajena a la naturaleza dependiente y semicolonial del país.
El libro apareció en el marco de una dura lucha por la construcción de una organización política revolucionaria que fuese capaz de asumir las tareas del socialismo en el cauce del gran movimiento nacional, y de una clase obrera que asumía como propia la herencia política del peronismo. El concepto de «socialismo cipayo», lanzado por Spilimbergo en este libro, ha sido adoptado en el lenguaje político argentino para referirse a tendencias que, en nombre del socialismo, se oponen o enfrentan a los movimientos populares presuntamente antiimperialistas.
El libro tuvo, también, varias reediciones. La última de ellas, en el sello editorial Octubre, consta de dos tomos con el título general de El socialismo en la Argentina. Al ensayo del año 1960 se le agregaron numerosos artículos producidos en la lucha política por la construcción de una organización partidaria y una polémica con una de las fracciones del trotskismo argentino dirigida por Nahuel Moreno.

## La cuestión nacional en Marx
En 1962, Jorge Enea Spilimbergo publica en la Editorial Coyoacán una de sus obras más importantes: La cuestión nacional en Marx. Basada en la biografía política de Karl Marx, escrita por Franz Mehring, el libro es el mejor análisis de la visión que el fundador del llamado socialismo científico tenía sobre los procesos de constitución de los Estados nacionales en Europa y América del Norte. Frente al internacionalismo abstracto que ha caracterizado a socialistas y comunistas en la Argentina, Spilimbergo expone en primer lugar, la participación de Karl Marx y Friedrich Engels en la revolución de 1848, que en Alemania tuvo el carácter de una revolución popular tendiente a poner fin al absolutismo y la fragmentación estatal medieval para lograr la unificación de todos los alemanes, bajo un solo estado democrático. Ordena y desarrolla la opinión de Marx sobre los procesos nacionales tardíos en las Balcanes y en el de la unificación de Italia. De todo ello surge un Marx que da fundamento y orientación a la creación de unidades nacionales sólidas y fuertes, capaces de poner en marcha sus propias fuerzas productivas.
El libro se completa con un estudio sobre los artículos de Marx a propósito de la guerra civil estadounidense (1861-1865) y el apoyo dado a los esfuerzos de Abraham Lincoln de aplastar a la oligarquía esclavista sureña, ligada al mercado británico. Spilimbergo ve en el resultado final de esta guerra civil una imagen especular de lo ocurrido en América Latina. Mientras allá, en 1863 vencieron las clases nacionales dispuestas a poner en marcha un capitalismo autónomo y, por lo tanto, pujante, en la Argentina vencieron el imperialismo británico y la burguesía compradora aliada a aquel. El resultado de la Guerra del Paraguay (1861-1870) brindaba, a los ojos de Spilimbergo, el fenómeno inverso al de la batalla de Gettysburg.
El libro tuvo también varias reediciones. La última es de 2003, del Fondo Editorial Simón Rodríguez, y contiene además un ensayo titulado De los Habsburgo a Hitler, donde amplía con un ejemplo histórico (el de la nación alemana) la diferencia marcada por Lenin entre el nacionalismo de un país oprimido y el de un país opresor, algunas de cuyas conclusiones estaban anunciadas en su primer libro.

## Clase obrera y poder
En el año 1964 se realiza en Villa Allende, en la provincia de Córdoba, el III Congreso del Partido Socialista de la Izquierda Nacional (PSIN), creado unos años antes. Las tesis políticas de ese congreso fueron redactadas por Jorge Enea Spilimbergo y llevan el nombre de Clase obrera y poder. El ensayo constituye un sintético y preciso análisis de la situación objetiva de la Argentina semicolonial y las fuerzas sociales en pugna, por su liberación o por la continuidad de su situación dependiente. Como en ningún otro trabajo, Spilimbergo describe minuciosamente el mecanismo de la renta diferencial agraria como la base de la particular característica de la inserción argentina en el mercado inglés. La obra hace evidente la peculiar naturaleza de la oligarquía argentina. Su monopolio absoluto sobre una de las tierras más ricas y feraces del planeta, la pampa húmeda argentina, le permitió la producción de carne a un costo menor que el del precio internacional, determinado siempre por los mayores costos de producción. Esta renta agraria ―centro del pensamiento de Quesnay y los fisiócratas de España y Francia― le permitía sostener su situación de privilegio sobre la participación de la plusvalía del capitalismo central sobre sus trabajadores, sin necesidad de tener una clase trabajadora a la cual explotar. Este concepto es extraordinariamente renovador del pensamiento económico marxista en el Plata y es fuente, aún hoy, de importantes polémicas, tanto en el mundo académico como político.
De la descripción de las clases sociales de la Argentina moderna y del papel que juega el imperialismo y su inserción en la economía del país, Spilimbergo sostiene en este ensayo lo que considera la alianza estratégica de cualquier proyecto revolucionario: lo que llama la «alianza plebeya», la unidad de los trabajadores con su historia de luchas reivindicativas y nacionales con las clases medias y sus tradiciones democrático-jacobinas.

## La creación de un partido para la revolución nacional, democrática y socialista
Gran parte de la actividad política de Jorge Enea Spilimbergo estuvo dedicada a la construcción de una organización que, desde la óptica de la Izquierda Nacional, pudiese vincularse a las experiencias de los trabajadores y el pueblo argentinos.
En 1961, funda con Jorge Abelardo Ramos, el Partido Socialista de la Izquierda Nacional (PSIN). Periodista infatigable, sus artículos aparecieron en la prensa partidaria, el periódico Lucha Obrera y la revista teórica Izquierda Nacional. Como secretario político del partido, Spilimbergo tuvo a su cargo la responsabilidad de la actividad política universitaria.
En 1968 se crea la Agrupación Universitaria Nacional (AUN), que logró una rápida expansión en todas las universidades del país y tuvo un importante papel en la insurrección popular del 29 de mayo de 1969, en Córdoba, conocida como el Cordobazo. Al año siguiente, la AUN, en alianza con otros sectores nacionales del movimiento estudiantil, logra la conducción de la Federación Universitaria Argentina (FUA).
En 1971 participa de la fundación del Frente de Izquierda Popular (FIP) y es durante un tiempo director de su periódico Izquierda Popular.

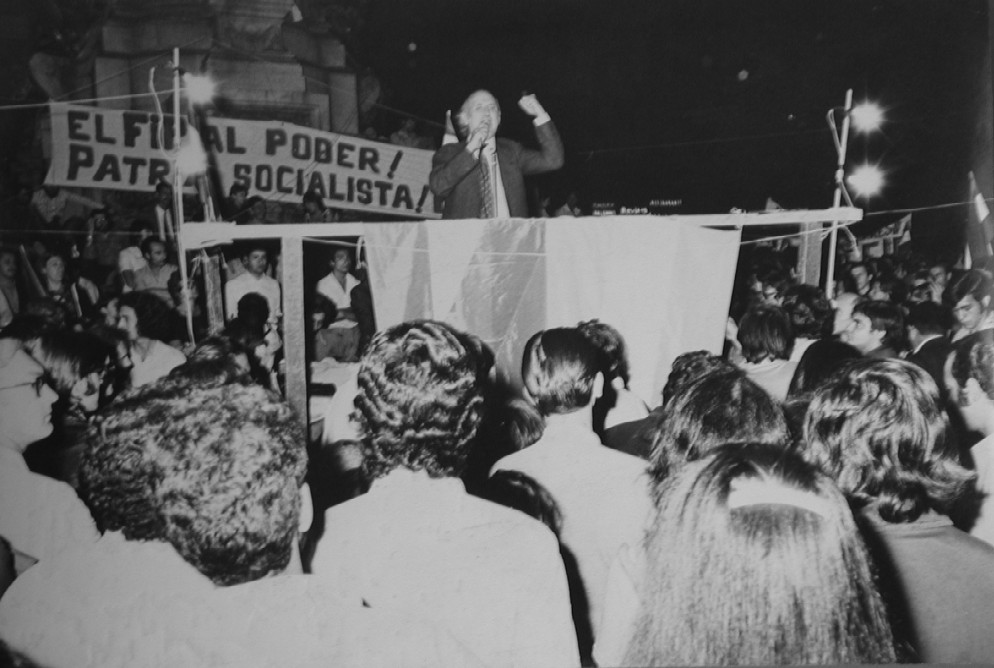
Spilimbergo en Plaza Italia, 1973.

Infatigable organizador y excepcional orador, Spilimbergo recorrió todo el país, participando en innumerables conferencias, mesas redondas, actos políticos y encuentros.
A fines de 1975, en medio de la crisis generada por el fallecimiento del general Perón y las conspiraciones antiperonistas, se inicia en el FIP una crisis política, que terminará con un enfrentamiento entre un sector liderado por Ramos y otro por Spilimbergo. Durante la dictadura militar iniciada en 1976 y la consiguiente prohibición de los partidos, la corriente encabezada por Spilimbergo, se consideraba una corriente interna, llamada FIP Corriente Nacional, mientras que Ramos ejercía la secretaría general del partido.

## La guerra de las Malvinas
La recuperación militar de las islas Malvinas, lanzada por el presidente de facto, general Leopoldo Galtieri, el 2 de abril de 1982, contó con el inmediato apoyo de Spilimbergo y su Corriente Nacional. Publicó innumerable cantidad de artículos reivindicando el carácter patriótico y latinoamericano de la contienda, y denunciando las limitaciones técnicas e ideológicas de la conducción militar del régimen.
Esta campaña tenía como antecedente la campaña llevada adelante, en la compañía entre otros del general Jorge Leal, héroe antártico argentino, contra la escalada bélica con Chile en 1977. El punto de vista de Spilimbergo, definido en la consigna «Gane quien gane, pierden ambos», rechazaba cualquier enfrentamiento armado entre los dos pueblos a cada lado de los Andes como una maniobra del imperialismo y planteaba la unión de ambos países para expulsar toda presencia del Reino Unido en la región.

## El retorno del régimen constitucional argentino
Cuando en 1983, la Argentina retorna al régimen constitucional, Spilimbergo es elegido como secretario general del Partido de la Izquierda Nacional (PIN), agotadas las posibilidades de integración en el antiguo FIP, debido a la intemperante resistencia de Ramos y a su paulatino abandono del marxismo.
Es opositor al gobierno de Raúl Alfonsín y a la llamada «desmalvinización», una política tendiente a disolver en el país el fervor patriótico que la reconquista de Malvinas había generado en los sectores populares.
En 1989, el PIN integra el FREJUPO, la alianza electoral que triunfa en las elecciones de ese año y que consagraron presidente a Carlos Saúl Menem.
Pocos meses después de la asunción de este último, y ante el giro efectuado hacia el neoliberalismo, en lo que se consideró como una traición a los postulados electorales, el PIN se retiró del FREJUPO con un documento escrito por Spilimbergo y que él mismo se encargó de leer en presencia del hermano del presidente, el senador Eduardo Menem.
En 1995, el Partido de la Izquierda Nacional fue anfitrión del comandante Hugo Chávez en su visita a Buenos Aires. Recién salido de la prisión, el más tarde presidente de la República Bolivariana de Venezuela disertó ante el público argentino.
En el año 2000, el PIN se disuelve y, con la incorporación de jóvenes políticos provenientes del movimiento social, es fundado el partido Patria y Pueblo (PyP), del que Spilimbergo fue secretario general hasta su fallecimiento, el 4 de septiembre de 2004.

## Su legado
Spilimbergo era un renacentista, en el sentido más rico y complejo del término. Poseía una riquísima cultura general, un vasto saber sobre la historia, tanto europea como americana, y una prodigiosa avidez de conocimiento. Dueño de una sólida formación filosófica y literaria, su lectura de Marx y el marxismo tuvo siempre una fresca impronta antidogmática y un fuerte anclaje en la realidad. Nada más lejano a su inteligencia política que los abstractos juegos ideológicos o las verdades eternas y universales. Su búsqueda y lo que transcribió en sus libros ―que son ya fundamentales del pensamiento moderno de la Argentina― era un pensamiento revolucionario vinculado orgánicamente a la realidad social, económica y cultural de la Argentina, un instrumento de conocimiento y de transformación, una herramienta de lucha nacional y social. Y ese prodigioso cerebro estaba, además, dotado de un extraordinario sentido del humor, una finísima sensibilidad poética, un admirable estilo literario y una hipnótica elocuencia. Poseía, más que nadie, la capacidad de transmitir conceptos y emociones, tanto en el diálogo personal como en la tribuna o la barricada. 
 El diálogo con Spilimbergo era siempre placentero. Su frecuencia a los grandes poetas y escritores del Siglo de Oro español, su pasión por la novela y el cine, su erudición y su simpatía hacían sentir inteligente a su interlocutor. Ponía todo este saber al servicio de su razonamiento eminentemente práctico y político y era capaz de establecer asombrosas relaciones, cuya finalidad era conmover la inteligencia y mover la voluntad
Julio Fernández Baraibar (1947-), guionista de cine, politólogo y ensayista

La relación entre las tareas nacionales y democráticas de nuestro proceso de liberación y las del socialismo, la interpretación profunda de los grandes caudillos federales de los principios de nuestra vida independiente y la idea de la «alianza plebeya» como ecuación social capaz de enfrentar las tareas liberadoras, constituyen, junto con su obra escrita, los principales elementos de su legado político.

## Obras publicadas
- 1956: Nacionalismo oligárquico y nacionalismo revolucionario, Editorial Amerindia.
- 1958: Historia crítica del radicalismo, varias reediciones, la última de Editorial José Hernández.
- 1960: Juan B. Justo y el socialismo cipayo, varias reediciones, la última de Editorial Octubre, dos tomos.
- 1962: La cuestión nacional en Marx, varias ediciones, la última del Fondo Editorial Simón Rodríguez.
- 1964: Clase obrera y poder, varias ediciones, la última de Ediciones Patria y Pueblo.